# Мэйден-Касл

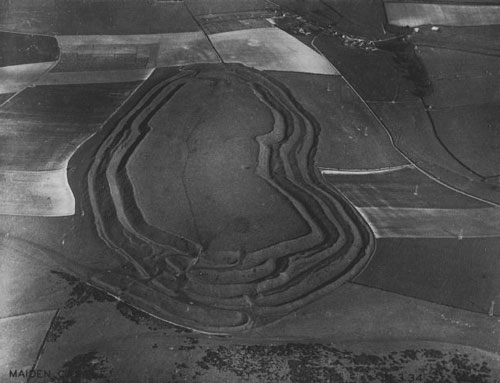
Мэйден-Касл

Мэйден-Касл — земляное фортификационное сооружение железного века в 2,5 км к юго-западу от Дорчестера, в английском графстве Дорсет. Подобные укрепления на вершинах холмов были построены по всей Великобритании в железном веке. Название предположительно произошло из того, что крепость выглядела неприступной для своего времени, и с кельтского может быть переведено как «большой холм».